# برزنو (ناحیه خوموتوف)
برزنو (به چکی: Březno) یک منطقهٔ مسکونی در جمهوری چک است که در ناحیه خوموتوو واقع شده‌است.